# Биомедицински инжењеринг
Биомедицински инжењеринг (БМЕ) је примена инжењерских принципа и концепата дизајна на медицину и биологију за здравствене сврхе (нпр дијагностичке или терапијске). Ово поље покушава да премости јаз између инжењерства и медицине. Оно комбинује вештине дизајна и решавање проблема инжењеринга са медицинским и биолошким наукама за унапређење лечења здравствене заштите, укључујући и дијагнозу, мониторинг, и терапије.
Биомедицински инжењеринг се тек недавно појавио као студија, у поређењу са многим другим областима инжењеринга. Таква еволуција је уобичајена као нов прелаз на терену интердисциплинарне специјализације код већ успостављених поља, да се разматра поље у себи. Већи део рада у биомедицинском инжењерингу се састоји од истраживања и развоја, који обухвата широк спектар подобласти (види доле). Истакнуте примене биомедицинског инжењеринга обухватају развој биокомпатибилних протеза, разних дијагностичких и терапијских медицинских средстава у распону од клиничке опреме за микроимпланата, заједничке опреме за снимање, као што су магнетна резонанца и ЕЕГ, регенерација ткива, фармацеутских лекова и биолошких терапија.

## Историја
Биомедицински инжењеринг постоји вековима, можда чак и хиљадама година. У 2000. години, немачки археолози открили су 3.000 година стару мумију из Тебе са дрвеном протезом везаном за његово подножје да послужи као палац. Истраживачи су изјавили да би то могла бити најстарија позната протеза уда.
- 1816: срамежност је спречавала француског лекара Рене Лаенека да стављања своје уво на голе груди младих жена, тако да је подвијао новине и слушао кроз њих, што је подстакло идеју за његове изуме који су довели до данашњег свеприсутног стетоскопа.
- Корени биомедицинског инжењеринга сежу до раних дешавања у електрофизиологији, која је настала пре око 200 година.
- 1848: рано обележје догодило се у електрофизиологији. Херман фон Хелмхолц је заслужан за примену инжењеринг принципа на проблем у физиологији и идентификовању отпора мишићних и нервних ткива на једносмерну струју.
- 1895: Вилхелм Конрад Рендген случајно је открио да катодне цеви могу да направе отисак на папиру пресвученим баријум платиноцианидним сјајем, чак и када су цев и папир били у одвојеним собама. Рендген је одлучио да цев мора да емитује неку врсту продирних зрака, које је назвао “X” зраци. Одавде је кренуо талас истраживања продора у ткиво. Та линија истраживања је довела до развоја низа савремених медицинских технологија снимања и практично елиминисала потребу за истраживачком операцијом.

### Порекло
Биомедицински инжењеринг је настао током Другог светског рата. Биолози су били потребни да раде ха унапређењу радаре технологије, што је касније довело до примене електронике у медицини. Лекари и биолози који су заинтересовани за инжењеринг и електро инжењери заинтересовани за биологију постали су први биоинжењери. Они се првенствено баве медицином и постали су први биомедицински инжењери. Јединствени спој инжењеринга, медицине и науке у биомедицинском инжењерингу се појавио заједно са биофизиком и медицинском физиком почетком овог века.

### Главне прекретнице
Достигнућа биомедицинског инжењеринга у распону од раних уређаја, као што су штаке, ципеле са платформом и дрвеним зубима ка савременијој опреми, укључујући и пејсмејкер, машине срца и плућа, машине за дијализу, опрему за дијагностику, технологију за снимање, и вештачке органе, медицинске импланте и напредну протетику.
- 1895: Конрад Рендген (Немачка) открио је рендгенски снимак помоћу гасова у цеви.
- 1896: Анри Бекерел (Француска) открио X-зраке емитоване из руде уранијума.
- 1901: Рендген добио Нобелову награду за откриће X-зрака.
- 1903: Вилем Еинтховен измислио електрокардиограм (ЕКГ).
- 1921: Први формални тренинг у биомедицинском инжењерингу је почео у Освалт институту за физику у медицини, Франкфурт, Немачка.
- 1927: Изум Дринкеровог респиратора.
- 1929: Ханс Бергер изумео електроенцефалографију (EEG).
- 1930: X-зраци су се користили за визуелизацију већине система органа, примењујући токсични материјал, хлађења, дозвољене крвне банке.
- Средина 1930-тих – ране 1940-те: Антибиотици, сулфаниламид и пеницилин налазе примен у сузбијању бактеријских инфекција у болницама.
- 1940: Катетеризација срца.
- 1943: Међународно Биофизичко Друштво је формирано.
- 1948: Прва конференција о медицини и биологији одржана у Сједињеним Америчким Државама.
- 1950: електронски микроскоп.
- 1950-те – ране 1960-те: Нуклеарна медицина.
- 1953: Кардиопулмонални бајпас (машина срцеа и плућа).
- 1969: Case Western Reserve је створио први MD/PhD програм
- 1970: компјутеризована томографија (CT) и Магнетна резонантна томографија (MRI).
- 1975: Whitaker Foundation је основана
- 1980: гама камера, Позитронска емисиона томографија (PET) и Спектроскопија

Биомедицински инжењеринг је обезбедио напредак у медицинској технологији за побољшање здравља људи. Према статистици Националне академије наука, око 32000 биомедицинских инжењера тренутно раде у различитим областима технологије здравствене заштите.

## Биоинформатика
Биоинформатика је интердисциплинарна област која развија методе и софтверске алате за разумевање биолошких податка. Као интердисциплинарна област науке, биоинформатика комбинује компјутерску науку, статистику, математику и инжењеринг за анализу и интерпретацију биолошких података.
Биоинформатика је и заједнички назив за тело биолошких студија које користе компјутерски програм као део њихове методологије, као и осврт на специфичне анализе "цевовода" који се у више наврата користи, нарочито у области генетике. Уобичајена употреба биоинформатике обухвата идентификацију гена кандидата и нуклеотида (SNP). Често, таква идентификација је направљена са циљем да се боље разумеју генетске основе болести, јединствених адаптација, пожељна особина (нпр у пољопривредним културама), или разлике између популација. У мање формалан начин, биоинформатика такође покушава да схвати организационе принципе унутар нуклеинске киселине и протеинских секвенци.

## Биомеханика
Погледајте Биомеханика.

## Биоматеријал
Биоматеријал је нека материја, површина или конструкт који ступа у интеракцију са живим системима. Као научно поље, биоматеријали су присутни од педесетих година. Студија биоматеријала се зове биоматеријална наука или биоматеријални инжењеринг. Она је доживела стабилан и јак раст у својој историји, са мноштвом компанија које улажу велике количине ресурса у развој нових производа. Биоматеријална наука обухвата елементе медицине, биологије, хемије, ткивног инжењеринга и науке о материјалима.

## Инжењеринг ткива
Инжењеринг ткива, као генетски инжењеринг (види доле), је главни сегмент биотехнологије - што се значајно преклапа са БМЕ.
Један од циљева инжењерства ткива је стварање вештачких органа (преко биолошког материјала) за пацијенте којима је потребна трансплантација неког органа. Биомедицински инжењери тренутно истражују методе стварања таквих органа. Истраживачи су развили метод за лабораторијски узгој кости вилице и душника полазећи од људских матичних ћелија. Неколико вештачких уринарних бешика је одгајено у лабораторијама и успешно су пресађене у пацијенте. Биовештачки органи, који се користе као синтетичке и биолошке компоненте, су такође фокус у истраживању

## Генетски инжењеринг
Генетски инжењеринг, рекомбинантне ДНК технологије, генетска модификација / манипулација (ГМ) и ген мултиплек су термини који се односе на директну манипулацију гена неког организма. За разлику од традиционалног гајења, индиректни метод генетске манипулације, генетски инжењеринг користи модерне алате као што су молекуларно клонирање и трансформација да директно мењају структуру и карактеристике циљаних гена. Техникаме генетског инжењеринга су биле успешне у бројним видовима примене. Неки примери укључују технологије побољшања усева (види биолошки системи инжењеринга), производњу синтетичког људског инсулина кроз употребу модификованих бактерија, производњу еритропоиетина јајника ћелија хрчка, као и производњу нових типова експерименталних мишева као што је онкомиш (миш са канцером) који се корисит у истраживањима.

## Нервни инжењеринг
Нервни инжењеринг (такође познат као неуроинжењеринг) је дисциплина која користи инжењеринг да разуме, поправи, замени или побољша нервни систем. Нервни инжењери су јединствено квалификовани да реше проблеме дизајна на интерфејсу живота нервног ткива и неживотну конструкцију.

## Фармацеутско инжењерство
Фармацеутско инжењерство је интердисциплинарна наука која укључује инжењеринг лекова, начин испоруке лекова и фармацеутску технологију, јединичне операције хемијског инжењерства и фармацеутску анализу. Фармацеутско инжењерство се може сматрати делом фармације због свог фокуса на коришћењу технологије хемијских агенаса у пружању бољег медицинског третмана. ИСПЕ је међународно тело које цертификује ову сада брзо растућу интердисциплинарну науку.

## Медицинска средства
Ово је изузетно широка категорија, која у суштини обухвата све здравствене производе који не остварују своје циљне резултате превасходно применом хемијских (нпр фармацеутски производи) или биолошких (на пример, вакцине) средстава, и не обухвата метаболизам.
Медицински уређај је намењен за употребу у:
- дијагнози болести или других услова, или
- у терапији, ублажавање, лечење или превенцију болести.

Неки од примера су пејсмејкери, инфузионе пумпе, срце-плућа машине, машине за дијализу, вештачки органи, имплантанти, вештачки удови, корективна сочива, кохлеарни имплантант, очне протезе, протетика лица и дентални имплантанти.
Стереолитографија је практичан пример медицинског моделирања који се користи за креирање физичких објеката. Поред моделирања органа и људског тела, развијају се технике инжењеринга које се тренутно користе у истраживању и развоју нових уређаја за иновативне терапије лечење, праћење пацијента, третман комплексних обољења.
Медицинска средства су регулисана и класификована у САД на следећи начин:
1. Класа 1 уређаја - представљају минимални потенцијал за штету кориснику и често су једноставнији у дизајну у односу на уређаје Класе 2 или класе 3. Уређаји у овој категорији укључују депресоре језика, ноћне посуде, еластичне завоје, испитне рукавице и ручне хируршке инструмената и друге сличне врсте заједничке опреме.
2. Класа 2 уређаја - подлежу посебним контролама, поред општих контрола уређаја класе 1. Посебне контроле могу да обухвате посебне захтеве за етикетирање, обавезне стандарде перформансе, и постпродајни надзор. Уређаји у овој класи су обично неинвазивни и укључују рендген апарате, ПАЦС, електронска колица, инфузионе пумпе и хируршке завесе.
3. Класа 3 уређаја - обично захтевају премаркетно одобрење (ПМА) или премаркетно обавештење (510к), као и научни преглед да се осигура безбедност и ефикасност уређаја, поред општих контрола класе 1. Примери укључују замену срчаних залистака, кука и колена заједничким имплантантом, силиконски гелом испуњен имплантант, уграђене церебеларне стимулаторе, имплантабилни пејсмејкерски импулсни генератори и интракоштани импланти.

### Медицинско снимање
Медицинско / биомедицинско снимање је главни сегмент медицинских уређаја. Циљ ове области је да омогући лекарима да директно или индиректно "виде" ствари које нису видљиве на видном месту (било због своје величине, и / или локације). То може укључити коришћење ултразвука, магнетизама, УВ, радиологију, и друга средства.
Технологије снимања су често од суштинског значаја за медицинске дијагностике, а обично се најсложенија опрема налази у болници. Овим су обухваћене: флуороскопија, магнетна резонанца (MRI), нуклеарна медицина, позитронска емисиона томографија (PET), ПЕТ-ЦТ скенери, пројекциона радиографија као што су X-зраци и ЦТ скенери, томографија, ултразвук, оптички микроскоп, и електронска микроскопија.

### Имплантанти
Имплантант је врста медицинског уређаја који замењује и делује као недоступна биолошка структура (у поређењу са трансплантацијом, која указује на биомедицински пресађено ткиво). Површина имплантанта који контактирају тело може бити од биомедицинских материјала као што су титанијум, силикона или апатита у зависности од тога шта је највише функционално. У неким случајевима, имплантанти садрже електронику, нпр вештачки пејсмејкери и кохлеарни имплантанти. Неки имплантанти су биоактивни, као што је уређај за субкутано ослобађање лека у облику таблета или имплантирани стентови лекова.

### Бионика
Замене вештачких делова тела су једна од многих примена бионике. Бави се компликованим и темељним проучавањима својстава и функција људских система тела. Бионика може да се примени у решавању неких инжењерских проблема. Пажљиво проучавање различитих функција и процеса очију, ушију и других органа отворн је пут за коришћење камере, телевизије, радио одашиљача и пријемника, и многих других корисних алата. Ови догађаји су заиста направили наше животе бољим. Вероватно најбољи допринос који је бионика направила је у области биомедицинског инжењерства (изградња корисних замена за разне делове људског тела). Модерне болнице имају на располагању резервне делове за замену делова тела тешко оштећених због повреде или болести. Биомедицински инжењери раде руку под руку са лекарима за изградњу ових вештачких делова тела.

## Клинички инжењеринг
Клинички инжењеринг је грана биомедицинског инжењеринга који се бави стварном применом медицинске опреме и технологија у болницама или другим клиничким условима. Главне улоге клиничких инжењера обухватају обуку и надзор биомедицинске опреме техничара (БМЕТ), избор технолошких производа / услуге и логистичка управа њихове имплементације, у сарадњи са државним регулаторима о инспекцијама / ревизијама, а који служе као технолошки консултанти за друго болничко особље (нпр лекара, администратора , ИТ, итд). Клинички инжењери се такође саветује и сарађују са медицинским произвођачима уређаја у вези са будућим побољшањима дизајна заснован на клиничким искуствима, као и праћење напредовања у стању технике како би се у складу са тим преусмерио образац набавке.
Њихов својствени фокус на практичној примени технологије тежи да их задржи више оријентисане ка редизајнисању и реконфигурацији постепеног нивоа, за разлику од револуционарног истраживања и развоја и идеје које су много година од клиничког усвајања. Међутим, постоји и све већа тежња да се прошири овај временски хоризонт - над којима клинички инжењери могу да утичу на путању биомедицинских иновација. У својим различитим улогама, они формирају "мост" између примарних дизајнера и крајњим корисницима, комбиновањем перспективе јер су 1) у близини тачке коришћења, и 2) обучени су примени производа и процесне технике. Клиничко инжењерско одељење понекад не ангажује само биомедицинске инжењере, него и индустријске / системске инжењере да помогну у оптимизацији, руковођењу људским факторима, анализи трошкова, итд. Такође погледајте безбедносни инжењеринг за дискусију о поступцима који се користе за дизајнирање сигурних система.

## Рехабилитациони инжењеринг
Рехабилитациони инжењеринг је систематска примена инжењерских наука за дизајнирање, развој, прилагођавање, тестирање, процену, примену и дистрибуцију технолошких решења за проблеме са којима се суочавају особе са инвалидитетом. Функционална подручија кроз рехабилитациони инжењеринг могу да укључују мобилност, комуникацију, слух, вид, спознавање, и активности у вези са запошљавањем, самосталним животом, образовањем и интеграцијом у заједницу.
Док неки рехабилитациони инжењери имају магистарски степен у рехабилитационом инжењерингу, већина њих је дипломирала у субспецијалности биомедицинског инжењеринга, и имају диплому у биомедицинском инжењерингу, машинству или електротехници. Један португалски универзитет омогућава стицање диплома и мастер диплома у рехабилитационом инжењерству и приступачности. Квалификације неопходне да се постане рехабилитациони инжењер у Великој Британији су доступне путем више универзитетских курсева.
Процес рехабилитације особа са инвалидитетом често подразумева дизајн помагала за ходање чији је циљ промовисање укључивања инвалида у главне токове друштва, привреду и рекреацију.

## Регулаторна питања
Регулаторна захтеви су константно увећавани задњих деценија у одговору на многобројне инциденте које су уређаји изазивали код пацијената. На пример, од 2008. до 2011. године, у САД, било је 119 ФДА опозива медицинских средстава класификованих као класа 1. Према ФДА, опозиви Класе 1 су везани за ситуације у којима постоји основана вероватноћа да ће употреба, или изложеност производу изазвати озбиљне негативне последице по здравље или смрт.
Без обзира на специфичана законодавства земље, главни регулаторни циљеви поклапају се широм света. На пример, у медицинским прописима уређаја, производ мора бити: 1) сигуран и 2) ефективан.
Производ је безбедан ако пацијенти, корисници и трећа лица нису изложени неприхватљивим ризицима од физичких опасности (смрти, повреда...) при његовој наменској употреби. Заштитне мере се морају увести на уређајима ради смањење ризика до прихватљивог нивоа имајући у виду корист коју урађај пружа.
Производ је делотворан ако функционише на начин који је произвођача специфицирао. Ефикасност се постиже путем клиничког тестирања, усаглашености са стандардима перформанси или демонстрацијама знатне еквиваленције са уређајима који су већ на тржишту.
Претходне карактеристике морају бити осигуране за све произведене медицинске уређаје. То захтева да систем квалитета мора да постоји за све релевантне субјекте и процесе који могу утицати на безбедност и ефикасност током целог животног циклуса медицинског уређаја.
Инжењерска област медицинских средстава је међу најстроже регулисаним областима инжењеринга, и активни биомедицински инжењери морају редовно да се консултују и сарађују са регулаторном правном службом и другим стручњацима. Администрација за храну и лекове је главни здравствени регулаторни орган у Сједињеним Америчким Државама, који има јурисдикцију над медицинским средствима, лековима, биолошким препаратима и комбинованим производима. Најважнији циљеви којима се руководе ФДА законодавне одлуке су безбедност и ефикасност здравствених производа који морају бити осигурани путем успостављеног система квалитета као што је наведено у 21 ЦФР 829 регулацији. Поред тога, пошто биомедицински инжењери често развијају уређаје и технологије за "потрошачку" употребу, као што су уређаји за физикалну терапију (који су такође "медицински" уређаји), ти уређаји исто тако могу бити регулисани у неким погледима од стране комисије за сигурност потрошача. Највећа препрека је углавном 510К "одобрење" (обично за класу 2 уређаја) или претржишно "одобрење" (обично за лекове и класу 3 уређаја).
У европском контексту, безбедност, ефикасност и квалитет су осигурани кроз "оцењивање усаглашености" која је дефинисана као "метод којим произвођач показује да је уређај у складу са захтевима Европске директиве о медицинским уређајима". Директива одређује различите процедуре према класи уређаја у распону од једноставне Декларације о усклађености (Анекс 7.), за уређаје класе 1 провера ЕЗ (Анекс 4.), осигурање квалитета производње (Анекс 5.), осигурање квалитета производа (Анекс 6.) и потпуно осигурање квалитета (Анекс 2.). Директива медицинског уређаја одређује детаљне процедуре за сертификацију. У општем смислу, ови поступци обухватају тестове и сертификате који су садржани у специфичним испорукама, као што су датотеке управљања ризицима, техничког досијеа и испоруке система квалитета. Техничка датотека садржи све податке документацију и евиденцију које подржавају лекарско уверење уређаја. ФДА техничка документација има сличан садржај иако је организована на различит начин. Квалитет система производа обично укључује поступке који осигуравају квалитет у целом животном циклусу производа. Исти стандард (ИСО ЕН 13485) се обично примењује за системе менаџмента квалитета у САД и широм света.
У Европској унији, постоје потврђивачки субјекти под називом "овлашћена тела", акредитовани од земаља чланица ЕУ. Овлашћени органи морају осигурати ефикасност процеса сертификације за све медицинске уређаје осим уређаје класе 1 где је декларација о усаглашености произведена од стране произвођача, и која је довољна за маркетинг. Када је производ прошао све потребне кораке прописане Директивом медицинских производа, уређај има право да носи ЦЕ знак, што значи да се сматра да ће уређај бити безбедан и ефикасан када се користи као што је предвиђено, и стога може бити у промету у подручју Европске уније.
The different regulatory arrangements sometimes result in particular technologies being developed first for either the U.S. or in Europe depending on the more favorable form of regulation. While nations often strive for substantive harmony to facilitate cross-national distribution, philosophical differences about the optimal extent of regulation can be a hindrance; more restrictive regulations seem appealing on an intuitive level, but critics decry the tradeoff cost in terms of slowing access to life-saving developments.
Различити регулаторни аранжмани се понекад јављају у појединим технологијама које су први пут развијене за било САД или Европу у зависности од повољнијег облика прописа. Док се народи често се залажу за знатну хармонију како би се олакшала међунационална дистрибуција, филозофске разлике о оптималном досегу регулације могу да биду сметња; мада рестриктивнији прописи могу интуитивно да буду пожељнији, критичари осуђују исход компромиса у смислу успоравања приступа технологији од животног значаја.

### RoHS II
Директива 2011/65/ЕС, познатија као РоХС 2 је измењена закона који је првобитно уведен 2002. године. Оригинално ЕУ регулација "Ограничења одређених опасних супстанци у електричним и електронским уређајима" (RoHS Директива 2002/95/ЕЦ) је замењено и наслеђена са документом 2011/65/ ЕУ објављеним јулу 2011. године, који је познат као RoHS 2. RoHS настоји да ограничи опасне супстанце у оптицају електронских производа, посебно токсина и тешких метала, којi су испуштају u животну средину када се такви уређаји рецикилрају.
Обим RoHS 2 је проширен да обухвати производе претходно нису били укључени, као што су медицински уређаји и индустријска опрема. Поред тога, произвођачи су сад обавезни да обезбеде процену ризика усклађености и извештај испитивања - или да објасне зашто га немају. По први пут, не само произвођачи, али и увозници и дистрибутери деле одговорност за осигуравање подобности електричне и електронске опреме у оквиру RoHS у смислу ограничењима опасних материја и морају да имају ЦЕ ознаку на својим производима.

### IEC 60601
Нови међународни стандард IEC 60601 за кућне здравствене електромедицинске уређаја дефинише захтеве за уређаје који се користе у кућном здравственом окружењу. IEC 60601-1-11 (2010) сада мора бити укључен у израду и верификацију широког спектра кућне употребе и тачке заштите медицинских уређаја заједно са осталим важећим стандардима у ИЕЦ 60601 трећој серији издања.
Обавезан датум за имплементацију ЕН Европске верзије стандарда је 1. јун 2013. US FDA захтева употребу стандарда од 30. јуна 2013. године, док је Здравство Канаде недавно продужила предвиђени рок од јуна 2012. до априла 2013. године. Агенције Северне Америке ће примењивати ови стандарде само при анализи новоподнесених захтева за уређаје, док ће ЕУ преузети оштрији приступ који захтева од свих важећих уређаја који се пласирају на тржиште да размотре кућне здравствене стандарде.

## Обука и сертификација

### Образовање
Биомедицински инжењери захтевају знатно знање инжењеринга и биологије, и обично имају статус магистра (M.S., M.Tech, M.S.E., или M.Eng.) или докторски (др) степен у БМЕ (Биомедицински инжењеринг) или некој другог грани инжењеринга са значајним потенцијалом за БМЕ преклапања. Као интерес у БМЕ расту, многи инжењерски колеџи сада имају одељење или програм Биомедицинског инжењеринга, са понудама у распону од основних (Б. Тецх, БС, Б. Енг или БСЕ) до докторских студија. Биомедицински инжењеринг се тек недавно појављује као засебна дисциплина, а не као крос-дисциплина хибридне специјализације других дисциплина; и БМЕ програми на свим нивоима постају распрострањени, укључујући и дипломирани Биомедицински инжењеринг што заправо обухвата биолошке научне садржаје које многи студенти користе као "пре-медицински" главни предмет у припреми за медицинску школу. Очекује се да ће број биомедицинских инжењера да расте, што је узрок и последица побољшања у медицинској технологији.
У САД, све већи број основних програма такође постају признати од програма АБЕТ акредитованог Биоинжењеринга / Биомедицински инжењеринг. Преко 65 програма су тренутно акредитовани од АБЕТ-а. Case Western Reserve је створио први, МД / докторски програм у 1969. да развије инжењере са перспективом лекара.
У Канади и Аустралији, акредитовани дипломски програми у биомедицинском инжењерству су чести, на пример, на универзитетима, као што су Универзитет Макмастер, и први канадски основни БМЕ програми на Универзитету Риерсон нуде четворогодишњи програм Б. Енг. Политехничкa у Монтреалу такође нуди диплому за  биомедицински инжењеринг.
Као и код многих степена, углед и рангирање програма може бити фактор у пожељности степена држача за други посао. Репутација многих основних степена су такође повезани са дипломским или истраживачким програмима институције, које имају неке опипљиве факторе за рејтинг, као што су финансирање истраживања и волумен, публикација и цитати. Са БМЕ спецификацијом, рангирање универзитетске болнице и медицинске школе  може бити значајани фактор у перципираном престижу свог БМЕ Одељења / Програма.
Дипломирано образовање је посебно важан аспект у БМЕ-у. Док многе инжењерске области (као што су механичка или електротехничка) не траже дипломирани ниво обуке да се добије посао улазног ниова у својој струци. Будући да већина БМЕ- занимања укључује научна истраживања, као што су у фармацији и развој медицинских уређаја, дипломирано образовање је услов (као додипломски степен обично не укључује довољно истраживања обуку и искуство). Ово може бити или мастер или докторски степен; док у неким специјалитетима Ph.D. је посебно чешћи него у другим, тешко да је икада већина (осим у академским круговима). У ствари, уочена потреба за неком врстом дипломираног уверења је толико јака да неки основни БМЕ програми активно обесхрабрују студенте из смера у БМЕ без изражене намере да се добије диплома магистра што се односи на медицинску школу касније.
Дипломирани програми у БМЕ, као и у другим научним областима, су веома разноврсни, и посебни програми могу истаћи одређене аспекте у области. Они такође могу имати широке заједничке напоре са програмима у другим областима (као што је на Медицинском факултету Универзитета или других инжењерских дивизија), опет захваљујући интердисциплинарном БМЕ. M.S. и Ph.D.  програми обично захтевају од кандидата да имају диплому у БМЕ, или некој другој инжењерској дисциплини (плус одређени животни научни курсеви), или животна наука (плус одређени курсеи инжењеринга).
Образовање у БМЕ такође варира широм света. На основу свог богатог биотехнологијског сектора, својим бројним великим универзитетима, и релативно мало унутрашњим баријерама, САД је напредовала доста у свом развоју БМЕ образовања и обуке могућности. Европа, која такође има велики биотехнологијски сектор и импресивни образовни систем, наишла је на проблем у стварању јединственог стандарда као што је Европска заједница покушала да замени неке од националних баријера надлежности које још увек постоје. Недавно, иницијативе попут биомедије су никле да развију БМЕ-везе образовања и професионалне стандарде. Друге земље, попут Аустралије, препознају и крећу да исправе недостатке у њиховом образовању БМЕ. Такође, као висока технологија настоји обично ознаке развијеним земљама, неки делови света су склони споријем развоју у образовању, укључујући БМЕ.

### Лиценце / сертификација
Инжењеринг лиценца у САД је у великој мери опциона, а ретко одређена грана / дисциплина. Као и код других учених професија, свака држава има одређене (прилично сличнe) услове да постане лиценцирана као регистровано Професионално Инжењерство (ПИ), али у пракси таква дозвола није потребна за обављање делатности у већини ситуација (што се практично односи на већину америчких инжењера).
Биомедицински инжењеринг је регулисан у неким земљама, попут Аустралије, а регистрација се обично само препоручује и није потребана.
У Великој Британији, машински инжењери који раде у области медицинског инжењеринга, биоинжењеринга или Биомедицинског инжењеринга могу добити лиценцирани инжењерски статус кроз институције машинских инжењера. Институција такође води инжењеринг у медицини и здравственој дивизији. Институт за физику и инжењеринг у медицини (ИПЕМ) има панел за акредитацију MSc курсева у биомедицинском инжењерству и овлашћени инжењерски статуси могу бити тражени кроз Ипем.
Основе инжењерског испита - прва (и више генерал) од два лиценце испита за већину америчких јурисдикција-не покрива биологију (иако технички није БМЕ). За други испит, назван по принципима и обичајима, ДЕО 2, или професионални инжењерски испит, кандидати могу изабрати одређену инжењерску дисциплину за тестирање; што тренутно није опција за БМЕ, што значи да било који биомедицински инжењери који траже дозволу морају припремити овај испит у другој категорији (која не утиче на стварну лиценцу, јер већина овлашћења не признаје дисциплине у сваком случају). Међутим, Биомедицинско инжењерско друштво (БМЕС) је, од 2009. године, истражујући могућност желело да спроведе БМЕ-одређену верзију овог испита да олакша биомедицинским инжењерима да стекну лиценцу.
Поред владине регистрације, неки приватни сектори професионалне / индустријске организације такође нуде сертификате са различитим степенима изражаја. Један такав пример је сертификовани клинички инжењер (СКИ) сертификација за клиничке инжењере.

## Напредак у каријери
У 2012. години било је око 19.400 биомедицинских инжењера запослених у САД, а област  је предвидела да расте за 27% (много брже од просека) од 2012-2022. Биомедицински инжењеринг има највећи проценат жена инжењера у односу на друге заједничке инжењерске струке.

## Оснивачи
- Forrest Bird –пилот  и пионир у открићу механичких вентилатора
- Кенет Р. Дилер - Председавајући и професор инжењеринга, Универзитета Тексас у Остину. Основао одељење БМЕ на УТ Остин. Пионир у преносу биосрца, преноса масе и биотранспорт
- Ј. Ч. Фанг– професор емеритус на Универзитету Калифорније у Сан Дијегу, многи сматрају да је оснивач модерне биомеханике[22]
- Вилем Џон Колф (покојник) - пионир хемодијализе, као и у области вештачких органа
- Роберт Лангер - професор Института на МИТ-у, води највећу БМЕ лабораторију у свету, пионир у пружању лекова и инжењеринга  ткива
[23]
- Алфред Е. Гегај - физичар, предузетник и филантроп. Пионир у области биомедицинског инжењерства.
[24]
- Николас А. Пепас - Председавајући професор на факултету, Универзитет у Тексасу, пионир у испоруци лекова, биоматеријала, хидрогелова и нанобиотехнологији.
- Роберт Плонсеи - професор емеритус на Универзитету Дјук, пионир електрофизиологије
[25]
- Роберт М. Нерем - професор емеритус на Грузија Институт Технологије. Пионир у регенерацији ткива, биомеханике, и аутор преко 300 објављених радова. Његови радови су цитирани преко 20.000 пута кумулативно.
- Ото Шмит (покојник) – физичар са значајним доприносом БМЕ, рад са биомиметиком
- Асер Шапиро (покојник) – Професор Института на МИТ, допринели развоју БМЕ поља, медицинска средства (нпр унутар аорте балони)
- Фредерик Турстон (покојник) – професор емеритус на Универзитету Дјук, пионир ултразвучне дијагностике[26]
- Џон Г. Вебстер - професор на Универзитету Висконсин-Медисон, пионир у области инструментационих појачала за снимање електрофизиолошких сигнала
- U. A. Whitaker (покојник) – провајдер на Витејкер фондацији, која је подржала истраживање и образовање у БМЕ пружајући преко $ 700 милиона разним универзитетима, помажући да се створи 30 БМЕ програма и помажући финансирање изградње 13 објеката[27]